# Harpactea cressa
Harpactea cressa este o specie de păianjeni din genul Harpactea, familia Dysderidae, descrisă de Brignoli, 1984. Conform Catalogue of Life specia Harpactea cressa nu are subspecii cunoscute.